# Estación de Sabadell-Rambla
Sabadell-Rambla fue la estación cabecera de la línea S2 de la línea Barcelona-Vallès de los Ferrocarriles de la Generalidad de Cataluña (FGC). Era subterránea y estaba situada en pleno centro de Sabadell. 
Como particularidad hay que decir que el túnel entre Sabadell-Estació y Sabadell-Rambla era una vía única, la estación solo disponía de una vía y no tenía cola de maniobras. Este túnel con esta estación se cerró el 12 de septiembre de 2016, cuando se abrió el tramo entre Sabadell-Can Feu-Gràcia y Sabadell-Plaça Major.
La estación estuvo más de 90 años en funcionamiento, pero cuando se inauguró el nuevo tramo fue cerrada debido a que la estación del centro fue trasladada unos 200 metros más arriba, a la estación de Plaza Mayor.

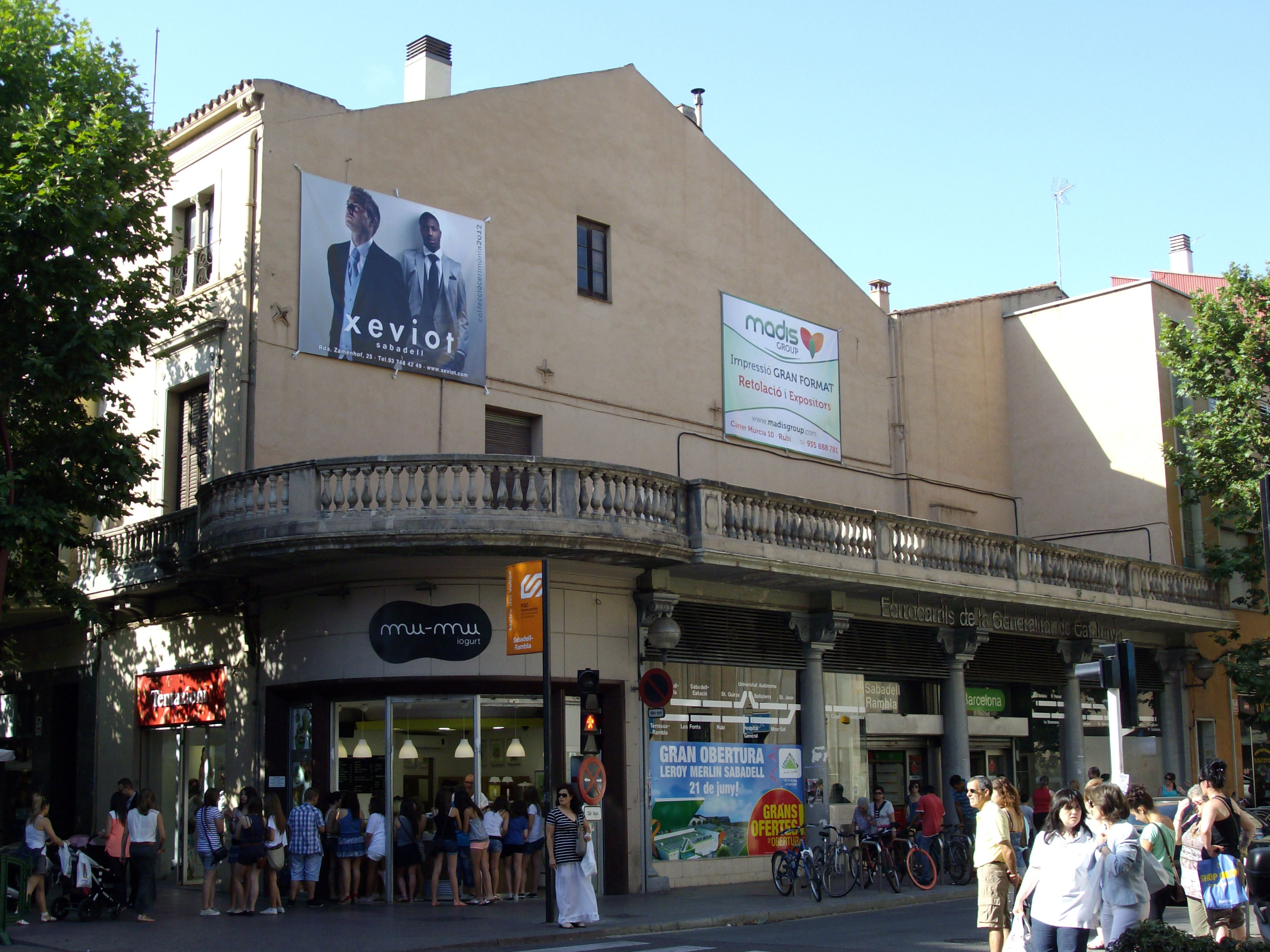
Estación Sabadell-Rambla en la calle Alfonso XIII en 2012.

## Historia
La estación se inauguró el 21 de septiembre de 1925, tres años después de abrir el tramo entre Sant Cugat Centre y Sabadell-Estació (actual Can Feu-Gracia) porque el Ayuntamiento de Sabadell y especialmente Jaume Ninet i Vallhonrat presionaron para que la línea fuera subterránea. La construcción la llevó a cabo la empresa Ferrocarrils de Catalunya (FCC) que estaba ampliando el Tren de Sarriá hacia el Vallès.

## Edificio de la estación
La estación era subterránea. En el exterior había un edificio, en el que predominaba la presencia del espacio abierto, similar a un pórtico y que daba entrada al sótano. Presentaba tres columnas con éntasis y capitel de sección en forma de cruz decorados con volutas que soportaban el techo. En el lado derecho había una balaustrada formada por un zócalo y pequeñas columnas con un perfil en el que dominaban las líneas cóncavas y convexas. Sobre el pasamanos había una pequeña reja de hierro forjado con ornamentación geométrica. Esta misma balaustrada se repetía en el acabado de la fachada con una alternancia de pilares entre las columnas. Destacaba el dominio del vocabulario basado en elementos clasicistas.

## Nuevo uso de la estación
Según informa la Generalidad de Cataluña, se reaprovecharán las instalaciones y edificios de la antigua estación de Sabadell Rambla para darle un uso tanto corporativo como social. De esta manera se convirtió en el Centro de Desarrollo Profesional Ferroviario, que trabaja en las competencias profesionales del personal como de todos aquellos cuerpos vinculados a la gestión de la seguridad y la protección civil en la gestión de emergencias ferroviarias. El centro, que se estrenó a finales de 2018, introduce una visión innovadora de la formación y capacitación de las personas, simulando situaciones reales. Para ello se usan tanto el túnel (que se encuentra sellado completamente) como la estación.